# Surduk

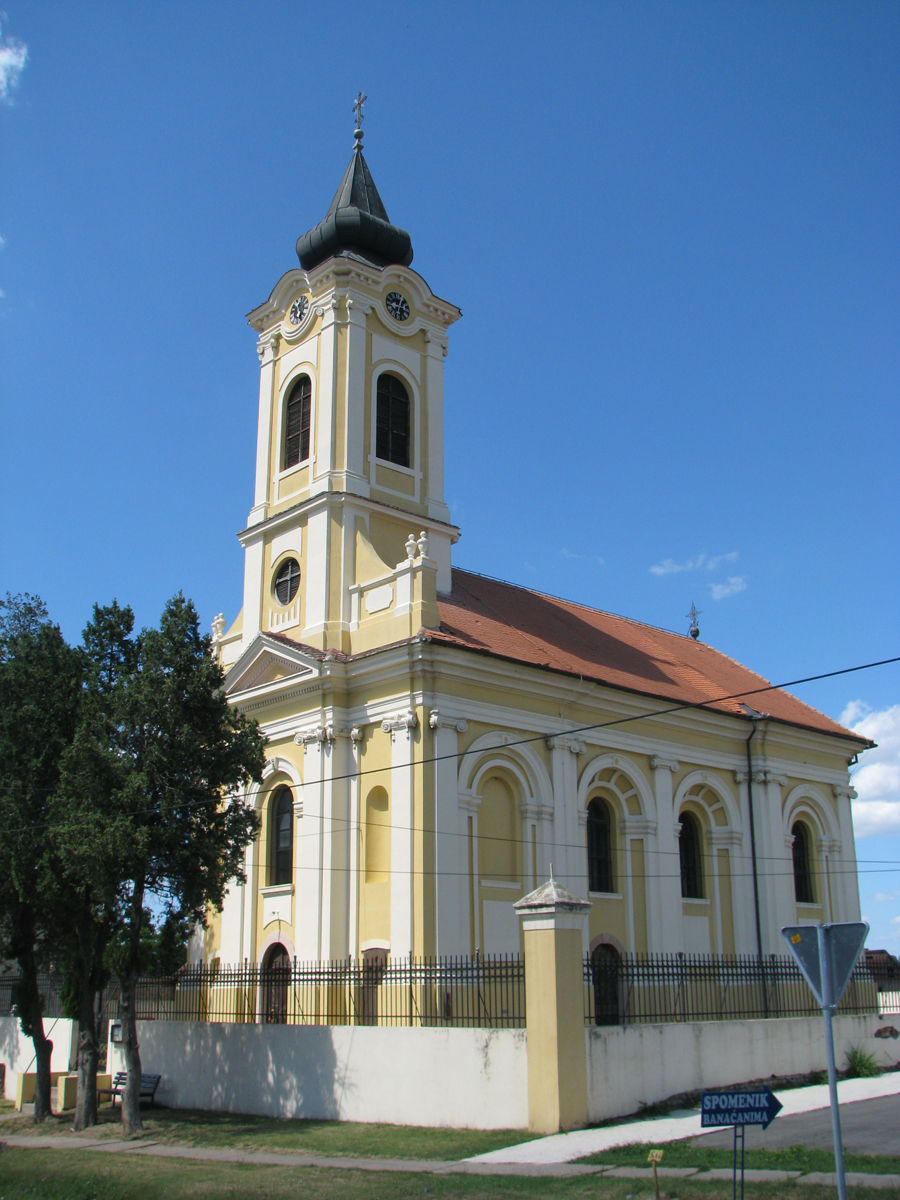
Pravoslavný kostel v Surduku

Surduk (v srbské cyrilici Сурдук) je vesnice v srbské Vojvodině, administrativně spadající pod opštinu Stara Pazova. Nachází se na ostrohu vysokém 50 m nad řekou Dunajem.
Název vesnice pochází z turečtiny a označuje proláklinu, která se na břehu Dunaje v blízkosti Surduku nachází. V blízkosti vesnice se nacházelo osídlení již v dobách antiky, které neslo název Rittium.
Vesnice má pravoslavný kostel svatého otce Nikolaje, který byl dokončen v roce 1816. V současné době prochází obcí mezinárodní cyklostezka vedená po břehu Dunaje.
V roce 2002 měla vesnice 1589 obyvatel; v roce 2011 potom 1397 lidí. Počet obyvatel Surduka pravidelně klesá, převážně vinou vystěhovalectví obyvatel do ekonomicky silnějších oblastí Vojvodiny (Zemun aj). Každý druhý dům ve městě je prázdný a průměrný věk obyvatel Surduku se pohybuje okolo 43 let, vysoko nad celosrbským průměrem. Nadějný růst v průběhu 90. let, kdy do Surduku přišla řada obyvatel ze zemí bývalé Jugoslávie, vyhnaných válkou, však zastavily ekonomické těžkosti země spojené s mezinárodním embargem a krizí.
Obyvatelstvo vesnice je ve valné většině srbské národnosti (92 %).